# Óscar Navarro
Pour les articles homonymes, voir Navarro (homonymie) et Óscar Navarro (homonymie).
Óscar Alberto Navarro Meléndez (né le 13 janvier 1979 à La Libertad au Salvador) est un joueur de football international salvadorien, qui évoluait au poste de milieu de terrain.

## Biographie

### Carrière en sélection
Avec l'équipe du Salvador, il joue huit matchs (pour aucun but inscrit) entre 2001 et 2003. 
Il figure dans le groupe des sélectionnés lors des Gold Cup de 2002 et de 2003, où son équipe atteint à chaque fois les quarts de finale.

## Palmarès
Alianza
- Championnat du Salvador (4) :
  - Champion : 1996-97, 1998 (Ouverture), 2001 (Ouverture) et 2004 (Clôture).
  - Vice-champion : 2002 (Clôture).

- Copa Interclubes UNCAF (1) :
  - Vainqueur : 1997.